# Olivier Daniel
 (mai 2023).
Si vous disposez d'ouvrages ou d'articles de référence ou si vous connaissez des sites web de qualité traitant du thème abordé ici, merci de compléter l'article en donnant les références utiles à sa vérifiabilité et en les liant à la section « Notes et références ».
Pour les articles homonymes, voir Daniel.
Olivier Daniel est un écrivain français né le 16 novembre 1952 à Neuilly-sur-Seine.

## Biographie
Scénariste et écrivain, il est l'auteur d'une quinzaine de scénarios de fiction, pour des grandes entreprises et pour le cinéma.
Chez Hatier, il est l'auteur de la série Baptiste et Clara et de la série Les imbattables, romans pour les enfants de 7 à 12 ans.
Son premier roman Citadine est publié aux éditions du Seuil en 1986. Il publie également chez Éditions Grasset jeunesse et Hatier des livres pour enfants. Il a travaillé à de nombreux scénarios, et a coécrit Dans sa bulle, un film sorti en 2009.

## Œuvres
Collection Mini Albums Hatier :
- En voiture Ticou ;
- Ticou cherche son doudou ;
- Ticou dans le bec du rouge-gorge.
Ratus Rouge / 7-9 ans / Bons lecteurs :
- Baptiste et le requin (O. Daniel / F. Foyard) - « Baptiste et Clara » ;
- Clara et la robe de ses rêves (O. Daniel / F. Foyard) - « Baptiste et Clara » ;
- Clara et le secret de noël (O. Daniel / F. Foyard) - « Baptiste et Clara » ;
- Les vacances de Clara (O. Daniel / F. Foyard) - « Baptiste et Clara » ;
- La rentrée de Manon (O. Daniel / P ; Gauffre) - « Les imbattables » ;
- Le chien de Quentin (O. Daniel / P ; Gauffre) - « Les imbattables » ;
- Barnabé est amoureux ! (O. Daniel / P ; Gauffre) - « Les imbattables » ;
- Clara fait du cinéma (O. Daniel / F. Foyard) - « Baptiste et Clara » ;
- Le courage de Manon (O. Daniel / P ; Gauffre) - « Les imbattables » ;
- Le mystère du cheval sauvage (O. Daniel / P ; Gauffre) - « Les imbattables ».

Ratus Bleu / 9-12 ans / Grands lecteurs :
- Baptiste et Clara contre l'homme masqué (O. Daniel / F. Foyard) - « Baptiste et Clara » ;
- Clara superstar (O. Daniel / F. Foyard) - « Baptiste et Clara » ;
- Clara et le garçon du cirque (O. Daniel / F. Foyard) - « Baptiste et Clara » ;
- Clara reine des fleurs (O. Daniel / F. Foyard) - « Baptiste et Clara » ;
- Clara et le cheval noir (O. Daniel / F. Foyard) - « Baptiste et Clara » ;
- Clara et le dauphin (O. Daniel / F. Foyard) - « Baptiste et Clara ».